# II Trofeu Anxaneta de Plata
El II Trofeu Anxaneta de Plata tingué lloc el 30 d'agost de 1969 a la plaça de la Vila de Vilafranca del Penedès, en el marc de la diada de Sant Fèlix de la festa major vilafranquina. Fou el setzè concurs de castells de la història i el segon de les quatre edicions del Trofeu Anxaneta de Plata, celebrades els anys 1968, 1969, 1970 i 1971.
Com en l'edició anterior, hi van participar les mateixes tres colles: els Nens del Vendrell, els Minyons de l'Arboç i els Castellers de Vilafranca. La victòria fou pels Nens del Vendrell, que van descarregar el 4 de 8 i carregar el 2 de 7 i el pilar de 6. Fou la quarta victòria dels vendrellencs en un concurs de castells, després de la de 1941 a Valls, la de 1952 a Tarragona i la de l'edició anterior del Trofeu Anxaneta de Plata.

## Resultats

### Classificació
| Resultat              |
| --------------------- |
| Descarregat (D)       |
| Carregat (C)          |
| Intent (I)            |
| Intent desmuntat (ID) |

En el II Trofeu Anxaneta de Plata hi van participar 3 colles.
Llegenda
a: amb agulla o pilar al mig
| Pos | Colla                    | 1a ronda | 2a ronda | 3a ronda | 4a ronda | Punts |
| --- | ------------------------ | -------- | -------- | -------- | -------- | ----- |
| 1   | Nens del Vendrell        | 4de8     | 2de7(c)  | Pde6(c)  | —        | 2.230 |
| 2   | Castellers de Vilafranca | 2de7(c)  | 5de7     | 3de7     | 4de8(i)  | 1.140 |
| 3   | Minyons de l'Arboç       | 3de7     | 4de7a    | 2de6     | 5de7(i)  | 575   |

### Estadística
En el II Trofeu Anxaneta de Plata es van fer onze intents de castells i es van provar set construccions diferents que, en ordre de dificultat creixent, anaven des del 2 de 6 al pilar de 6. De les 11 temptatives que es van fer es van descarregar set castells —el màxim dels quals fou el 4 de 8—, se'n van carregar tres —un pilar de 6 (el més valorat) i dos 2 de 7— i dos castells es van quedar en intent. La següent taula mostra l'estadística dels castells que es van provar al concurs de castells. Els següents castells apareixen ordenats, de major a menor dificultat, segons la valoració tradicional que se'ls atribueix a cada un.
| Castell             | Descarregat | Carregat | Intent | Intent desmuntat | Total |
| ------------------- | ----------- | -------- | ------ | ---------------- | ----- |
| Pilar de 6          | —           | 1        | —      | —                | 1     |
| 4 de 8              | 1           | —        | 1      | —                | 2     |
| 2 de 7              | —           | 2        | —      | —                | 2     |
| 5 de 7              | 1           | —        | 1      | —                | 2     |
| 4 de 7 amb l'agulla | 1           | —        | —      | —                | 1     |
| 3 de 7              | 2           | —        | —      | —                | 2     |
| 2 de 6              | 1           | —        | —      | —                | 1     |
| Total               | 6           | 3        | 2      | 0                | 11    |
| Percentatge         | 54,5%       | 27,2%    | 18,1%  | 0%               | 100%  |

## Taula de puntuacions
Els castells carregats rebien una penalització del 10%.
| Castell                             | Punts |
| ----------------------------------- | ----- |
| Pilar de cinc                       | 75    |
| Dos o torre de sis                  | 75    |
| Quatre de set                       | 100   |
| Tres de set                         | 200   |
| Quatre de set amb l'agulla o pilar  | 300   |
| Cinc de set                         | 400   |
| Tres de set aixecat per sota        | 500   |
| Dos o torre de set                  | 600   |
| Quatre de vuit                      | 700   |
| Tres de vuit                        | 900   |
| Pilar de sis                        | 1100  |
| Quatre de vuit amb l'agulla o pilar | 1300  |
| Cinc de vuit                        | 1500  |
| Dos o torre de vuit amb folre       | 1700  |
| Pilar de set amb folre              | 1900  |